# Brokopondo (jezero)
Rezervoar Brokopondo (niz. Brokopondostuwmeer) je umjetna akumulacija vode u Surinamu na rijeci Surinam. 
Jedno je od najvećih umjetnih jezera na svijetu, prostire se na površini od 1,560 km². Današnje ime dolazi od imena grada i okruga - Brokopondo. Prethodno ime dobio je od po nizozemskome inženjeru hidrogradnje Johanu Willemu van Blommesteinu.
Brana visine 54 metara nastala je od 1960. do 1964. Duljina cijelog sustava je 12 km. Rezervoar je u potpunosti dovršen 1971. Iz poplavljenog područja preseljeno je oko 5 tisuća ljudi. 
Većina novih naselja osnovana je nizvodno. U isto vrijeme provedena i operacija, spašavanja životinja iz poplavljenog područja.
Godine 1965., napravljena je hidroelektrana, koja je glavni izvor električne energije u zemlji. Jeftina struja koristi se i za proizvodnju aluminija u Paranamu pod tvrtkom SURALCO, koja je podružnica američkog diva Alcoa u proizvodnji aluminija.
Rezervoar Brokopondo omogućuje navodnjavanje u sušnom razdoblju, razvoj ribolova i turizma.